# Cuchiniș (Trotuș)
Il fiume Cuchiniș è un affluente di sinistra del fiume Trotuș in Romania, la cui sorgente si trova nel gruppo montuoso del Tarcău.